# Aldo Santoni
Aldo Santoni (Porto San Giorgio, 7 ottobre 1931 – 23 marzo 2010) è stato un calciatore italiano, di ruolo attaccante.

## Carriera
Vince il campionato di IV Serie 1953-1954 con il Bari (i pugliesi l'avevano acquistato nello stesso 1953 dal Torino) e l'anno successivo passa al Como, debuttando in Serie B nella stagione 1954-1955 e disputando con i lariani tre campionati per un totale di 64 presenze e 24 reti.
Nel 1957 passa alla Sambenedettese disputando altre 117 gare in quattro campionati di Serie B, ed infine chiude la carriera da professionista giocando per un'altra stagione tra i cadetti con la maglia del Brescia.

## Palmarès

### Club

#### Competizioni nazionali
- Scudetto Dilettanti: 1

Bari: 1953-1954